# شاه شجاع کرمانی
ابوالفوارس شاه شجاع کرمانی (درگذشته ۲۸۸ هجری قمری) از صوفیان قرن سوم بود.

## زندگی
گفته می‌شود او شاهزاده‌ای بود که از دنیا روی‌گردان شد و به تصوّف روی آورد. شاه شجاع خود را در طریقت به ابوحفص حدّاد منسوب می‌کرد. همچنین ابوعثمان حیری از شاگردان او بوده‌است. کتاب او، مرآةالحکماء، طی زمان از بین رفته، اما بخش‌هایی از آن به‌صورت پراکنده در آثار دیگر آمده‌است.